# Temperamente
Temperamente, Untertitel: Blätter für junge Literatur, war eine DDR-Literaturzeitschrift. Sie erschien im Verlag Neues Leben in Berlin. Schwerpunkt der Zeitschrift waren Arbeiten junger Autoren.

## Geschichte
Hans Bentzien, seinerzeit Chefredakteur des Verlages Neues Leben, regte 1975 die Herausgabe eines solchen Blattes an. Es sollte wegen der in der DDR-üblichen Papierkontingentierung nicht als reguläre Zeitschrift, sondern als Almanach erscheinen. Autoren im ersten Heft, das im Sommer 1976 erschien, waren unter anderem Franz Fühmann und Bernd Ulbrich mit einer seiner ersten Science-Fiction-Geschichten. 
Kurz nach Erscheinen des ersten Heftes, im November 1976, wurde Wolf Biermann ausgebürgert. In der folgenden Zeit kam es zu einer Verschärfung der Politik der DDR-Führung gegenüber den Künstlern des Landes. Dies führte zu diversen Konflikten zwischen der Redaktion und den Behörden. Karl-Heinz Jakobs wurde als Mitunterzeichner der Protestresolution gegen die Biermann-Ausbürgerung 1977 aus der Redaktion entfernt. Die ersten Ausgaben erschienen nur sporadisch, der Posten des Chefredakteurs wechselte mehrfach. Das dritte Heft konnte überhaupt nicht erscheinen. Als Gründe für das Nicht-Erscheinen gelten eine Erzählung von Klaus Schlesinger, gleichfalls einer der Unterzeichner der Biermann-Resolution, ein Vorabdrucks des Romans Transport-Paule von Paul Gratzik und zu realistische Fotografien aus Prenzlauer Berg.
Im Sommer 1978 wurde die komplette Redaktion aus politischen Gründen abgelöst. Sie bestand aus dem Chefredakteur Rulo Melchert, der kurz zuvor von der Zeitung Junge Welt gekommen war, seinen Stellvertretern Michael Berger und Fritz-Jochen Kopka sowie Joochen Laabs, Frank Hörnigk, Richard Pietraß und Joachim Walther, die bereits von Anfang an bei der Zeitschrift wirkten.
Nachdem in den ersten Jahren die Zeitschrift sporadisch etwa zweimal im Jahr erschienen war, wurde sie ab 1979 regelmäßig vertrieben. Die ursprüngliche geplante zweimonatliche Auslieferung wurde nicht realisiert, das Heft erschien vierteljährlich.
Bis 1981 erschienen noch gelegentlich Texte der inoffiziellen Lyrikszene im Heft, danach durften sie als Folge eines Beschlusses des Sekretariats des ZK der SED vom 11. November 1981, faktisch nicht mehr erscheinen.
Der lange Vorlauf zwischen Texterstellung und Erscheinen des Heftes erwies in den Zeiten der Wende in der DDR 1989/1990 als nachteilig.
Das Heft 1/1990 Oktober 1989 – Texte, unter anderem mit Texten von Matthias Baader Holst und Johannes Jansen, erhielt eine neue Qualität. Es wurde später unter dem Titel Oktober 1989 – Wider den Schlaf der Vernunft vom Verlag Neues Leben in Zusammenarbeit mit Elefanten Press noch einmal neu aufgelegt.
Mit dem Heft 4/1990 wurde die Zeitschrift eingestellt; die bereits vorbereiteten Hefte 5 und 6/1990 erschienen nicht mehr.

## Persönlichkeiten
Chefredakteure
- Rulo Melchert, –1978, abgesetzt mit der gesamten Redaktion
- Reinhard Weisbach, 1978
- Arno Hochmuth, 1978/79–1982, zunächst „Leiter der Redaktion“, später Chefredakteur
- Hinnerk Einhorn, 1982 amtierender Chefredakteur
- Martin Herzig, 1983–
- Marion Titze, –1987, wegen innerredaktioneller Differenzen entlassen
- Ulrike Bresch, 1987–

Autoren
- Franz Fühmann, 1/1976
- Bernd Ulbrich, 1/1976
- Bert Papenfuß-Gorek
- Stefan Döring
- Wilfried Bergholz, 3/1989

## Inhalt
Die Aufmachung und inhaltliche Gliederung der Zeitschrift änderte sich im Verlaufe ihres Bestehens nur wenig. Das Heft war in der Regel 160 Seiten stark und broschiert. Das Titelblatt enthielt eine Zeichnung, in den späteren Jahren meistens farbig. Die Rückseite des Heftes enthielt nur ein kurzes Gedicht oder ein Zitat. Die Innenseiten des Umschlages blieben meistens frei.
Fester Bestandteil der Zeitschrift waren Rubriken wie „Kritik“, „Feuilleton“ oder „Vorrat“, in der ältere Arbeiten bekannter Autoren vorgestellt wurden. Den Hauptanteil machten neue Prosa- und Lyrikwerke vor allem jüngerer, aber auch älterer Autoren aus. Daneben gab es Essays und Interviews. Regelmäßig gab es Berichte vom jährlichen Poetenseminar in Schwerin.
Inhaltlich wurde viel Wert auf die Förderung des literarischen Nachwuchs gelegt. Viele Autoren hatten ihre ersten Veröffentlichungen in dem Blatt. Auch wenn die Brisanz der ersten Hefte später kaum noch erreicht wurde, gab es auch später Themen, die in Temperamente früher als in den meisten anderen DDR-Medien angesprochen wurde. Im Heft 2/1988 erschien explizit homosexuelle Prosa von Michael Sollorz und Frank Goyke. Im Heft 3/1988 wurde das Thema der Vertreibungen nach dem Zweiten Weltkrieg angesprochen, es erschienen Interviews mit Menschen, die 1945 aus den deutschen Ostgebieten vertrieben worden waren.